# Miguel Corgos
Miguel Corgos López-Prado (La Coruña, 1971) es un funcionario y político español del Partido Popular de Galicia. Desde octubre de 2021 ocupa el cargo de consejero de Hacienda y Administración Pública de la Junta de Galicia, y fue elegido diputado del Parlamento gallego por la provincia de La Coruña en las elecciones de 2024.

## Formación académica y trayectoria profesional
Licenciado en Ciencias Económicas (especialidad en economía financiera) por la Universidad de La Coruña, posee también un máster en Administración Financiera y Tributaria y un posgrado en Auditoría de Cuentas, ambos otorgados por la misma universidad. Además, completó formación en la escala superior de finanzas (especialidades en intervención, inspección y gestión tributaria) y posee un Diploma de Directivo por la Escuela Galega de Administración Pública. Desde 2001 forma parte de la Escala Superior de Finanzas de la Junta de Galicia.
Su trayectoria profesional en la administración gallega incluye cargos como jefe de servicio en la Intervención General (2002), subdirector xeral de Control Financeiro Permanente (2005), subdirector xeral de Control Orzamentario (2007), director xeral de Orzamentos (desde 2009), y director xeral de Planificación e Presupuestos desde diciembre de 2012 hasta su nombramiento como consejero.

## Consejero de Hacienda e Administración Pública
Fue nombrado consejero el 16 de octubre de 2021 por el presidente Alberto Núñez Feijóo, asumiendo el cargo tras la vacante dejada por el fallecimiento de Valeriano Martínez García. Tomó posesión el 18 de octubre de 2021 y en su primer acto oficial participó en la aprobación del proyecto de presupuestos autonómicos para 2022.
En las elecciones autonómicas de 2024, fue elegido diputado por La Coruña y continuó en el cargo con la llegada del nuevo gobierno de Alfonso Rueda.

## Otras responsabilidades
Miguel Corgos forma parte del consejo de administración de **Impulsa Galicia**, la sociedad pública creada en 2021 para impulsar proyectos estratégicos y tractores en clave verde y digital. Reemplazó a su predecesor en Hacienda, Valeriano Martínez, como representante de la Xunta.